# Italian Broadcasting Corporation
Italian Broadcasting Corporation (acronimo: IBC) è stata una emittente radiofonica italiana, la prima radio pirata italiana operante su onde corte.
Nella sua prima versione, esistita dal 1979 al 1983, disponeva di trasmettitori propri a bassa potenza, mentre con la rinascita avvenuta a gennaio 2016, a partire da quell'anno e fino al 2018 trasmetteva la sua programmazione attraverso trasmettitori di operatori terzi a potenza più elevata (in particolare quello di Radio Channel 292 da Rohrbach Waal, in Baviera, regione situata a sud della Germania, e quello della WRMI - Radio Miami International da Okeechobee, in Florida, negli Stati Uniti d'America), a cui si sono aggiunte (per un periodo incluso tra novembre 2017 e maggio 2018) Radio CJSC da Gavar, in Armenia, Shortwaveservice da Tashkent in Uzbekistan nel mese di ottobre del 2018, Spaceline Bulgaria da Kostinbrod in Bulgaria il 31 ottobre 2018, e da aprile a dicembre 2018, Shortwaveservice da Kall-Krekel, nella Renania Settentrionale-Vestfalia, regione situata ad ovest della Germania. Inoltre, da fine maggio 2017 a dicembre 2018, i programmi di IBC erano diffusi anche in FM su un'emittente locale australiana (ora non più attiva) che diffondeva sui 77.4 MHz nell'area di Perth (oltre che in streaming in tutto il mondo), e fino a gennaio 2018 anche in onde medie attraverso Radio Studio X, che trasmette da Momigno (PT), in Toscana, nell'Italia centrale.
Dal 15 febbraio 2020 al 6 febbraio 2022 la programmazione di IBC era trasmessa all'interno della rubrica in lingua italiana dell'operatore tedesco Shortwave Radio "Scorribande", emesso dal centro trasmittente di Winsen, nella Germania settentrionale in Bassa Sassonia. Da agosto 2021, in occasione dei quattro anni di vita di Shortwave Radio, l'emittente tedesca ha cambiato nome in Shortwave Gold, e Shortwave Radio è diventato il nome di un programma trasmesso dall'emittente in questione.

## Storia

### IBC nei suoi primi anni di vita (1979-1983)
Nata come Compagnia italiana di radiodiffusione (il cui nome fu presto mutato in Italian Broadcasting Corporation) in una soffitta di un'abitazione nel centro Italia, iniziò le trasmissioni il 3 luglio 1979 con un trasmettitore surplus militare di 10 W di potenza (ma la cui potenza effettivamente irradiata fu di poco oltre 1 W grazie alla sua antenna telescopica).
La prima canzone trasmessa fu Cercami dei Pooh.
Dopo le prime prove, il trasmettitore fu sostituito da uno transistorizzato da 2 W di potenza, che a sua volta pilotava uno stadio finale di ben 10 W, il tutto camuffato in una comune scatola da scarpe; questo, unito ad un dipolo a V-invertito in aperta campagna, fece la fortuna di IBC sulla frequenza di 6275 kHz, quando alla fine dello stesso anno della "prima volta", più precisamente nel mese di settembre, iniziarono le trasmissioni regolari. Il palinsesto era comunque piuttosto limitato: 30 minuti di trasmissione settimanale, principalmente musicale, ogni domenica, ripetuta tre o quattro volte durante il giorno, in lingua italiana ed inglese. Dal mese successivo (ottobre) il palinsesto comincia ad arricchirsi di varie rubriche parlate.
Il metodo di preparazione delle trasmissioni era e rimase sempre lo stesso: si registrava di regola il venerdì notte, in una soffitta, dove era allestito uno studio piuttosto artigianale. Si assemblavano le collaborazioni degli amici sparsi in tutta Italia, che pervenivano sotto forma di registrazioni; si pensavano rubriche, si preparava un palinsesto musicale, si leggeva Play DX: una delle caratteristiche di IBC infatti era sempre stata quella di informare i propri ascoltatori sul loro hobby preferito, il radioascolto appunto, e la collaborazione tra il bollettino milanese e l'emittente fu molto stretta; l'indirizzo di IBC era presso la redazione di quel bollettino e ogni settimana Play DX veniva letto integralmente nel corso del Programma DX.
Per rimanere nell'ambito dei programmi, la rubrica fra le più attese e seguite ogni fine settimana era La posta degli ascoltatori, condotta in studio da Saverio Masetti: tutte le lettere degli ascoltatori trovarono un loro spazio. Dal 2016 al 2018, con la ripresa delle trasmissioni, la rubrica andava in onda la prima settimana di ogni mese.
Con il passare del tempo i collaboratori aumentavano, le rubriche si infittivano e l'apparato tecnico migliorava. Nel periodo del suo massimo splendore, IBC trasmetteva ogni sabato e domenica, su quattro frequenze contemporaneamente. Le bande usate erano 48, 41 e 25 metri, ed alternativamente 16 e 13 metri. Nella banda di 48 metri, per un lungo periodo, furono usate contemporaneamente due frequenze: una per diffondere le trasmissioni in italiano, l'altra per le altre lingue. La frequenza di 11585 kHz divenne però il fiore all'occhiello: 200 W, con una copertura a livello mondiale. Insieme venne anche l'epoca dello scambio dei programmi con altre emittenti amiche; fu così che in Australia sui 41 metri attraverso Radio CBN ed in Olanda sui 48 metri attraverso Radio Rastafari, IBC vedeva ripetute le proprie emissioni per quei paesi, restituendo poi il "piacere" attraverso i propri trasmettitori, agendo così da precursore ad una pratica ancora oggi diffusa tra le radio pirate.
Arrivò anche l'indirizzo internazionale, una casella postale in Olanda, come le maggiori emittenti pirate nord-europee dell'epoca. Le trasmissioni assunsero carattere decisamente più professionale e si presentarono anche ad un pubblico non soltanto italiano, dunque con emissioni anche in inglese, francese, tedesco, olandese, russo, spagnolo, greco e persiano. Fiorirono iniziative come, ad esempio, il Diploma d'ascolto ed IBC Newsletter, quest'ultimo poi naufragato.
IBC all'epoca fu molto apprezzata e seguita. Sorsero però inevitabili problemi: le spese iniziarono ad essere gravose per una stazione di carattere hobbistico (che lo fu in definitiva sempre meno), basti pensare che furono ormai oltre 100 i rapporti di ricezione alla settimana (tutti confermati con cartolina QSL). Le spese per i trasmettitori furono sempre più ingenti, così come quelli per i nastri, dove si registrarono le trasmissioni, l'elettricità, i diplomi, le antenne. Infatti la gestione dell'emittente divenne difficoltosa; fu così che le trasmissioni divennero sempre più irregolari, fino alla chiusura avvenuta nel 1983, appunto, per ragioni economiche.

### Rinascita (2016-2018)
Dal 2016, a distanza di 33 anni dalla chiusura, prima con trasmissioni sperimentali a bassa potenza, e poi dal 2 giugno dello stesso anno attraverso il relay di Radio Channel 292 sulla frequenza di 6070 kHz dal trasmettitore di Rohrbach Waal in Germania con 10 kW di potenza (potenza nominale: 25 kW), ha ripreso le proprie trasmissioni mantenendo il nome di Italian Broadcasting Corporation. Come già avveniva nei primi anni ottanta, il palinsesto è composto principalmente da rubriche destinate agli appassionati del mondo del radioascolto, della radio e delle telecomunicazioni, e da alcune rubriche musicali. Tra i programmi più noti della "nuova" IBC, figurano Panorama onde corte (in onda ogni settimana), programma di notizie dal mondo del radioascolto e di segnalazioni d'ascolto di varie stazioni in onde lunghe, medie e corte ricevute da vari radioappassionati italiani (tratte dal sito (ora non più attivo) dxfanzine.com Archiviato il 12 aprile 2021 in Internet Archive.) condotto da Manlio Candelli; 425 DX News (anch'esso in onda ogni settimana), programma di notizie per radioamatori condotto da Gabriele Gaiardo IZ3GOM e in collaborazione con il bollettino dell'A.R.I. (Associazione Radioamatori Italiani) che fino all'11 novembre 2017 assumeva la denominazione DX Italia DX News ed era in collaborazione con il bollettino omonimo curato da Mario I2MQP, deceduto il 6 novembre di quell'anno, e La posta degli ascoltatori, programma in onda ogni prima settimana del mese condotto da Saverio Masetti in cui lui stesso cita i rapporti d'ascolto, le lettere, i giudizi personali riguardanti le varie trasmissioni dell'emittente, le richieste per nuove trasmissioni ed i commenti degli ascoltatori inviati all'indirizzo e-mail della radio oppure attraverso le pagine Facebook e Twitter della radio stessa durante il mese precedente rispetto alla messa in onda (ad esempio nell'appuntamento di luglio vengono citati i rapporti d'ascolto inviati dagli ascoltatori durante il mese di giugno).
Da maggio a luglio 2018, in occasione del 39º anniversario dell'inizio delle trasmissioni, IBC ha proposto ai suoi ascoltatori un concorso della durata di nove settimane. Gli ascoltatori dovevano rispondere correttamente ogni settimana a tutte e tre le domande inerenti al mondo del radioascolto e a quello dei radioamatori (le cui risposte dovevano essere inviate all'indirizzo di posta elettronica dell'emittente entro la domenica della settimana corrente). Tuttavia, nella seconda settimana di maggio sono state apportate alcune lievi modifiche al regolamento e perciò non è obbligatorio che gli ascoltatori dovevano rispondere alle domande in tutte le settimane di maggio e giugno, inoltre vi era anche la possibilità che l'ascoltatore poteva partecipare al concorso più volte. Ogni settimana, per chi rispondeva in maniera esatta a tutti e tre i quesiti riguardanti il mondo del radioascolto e quello dei radioamatori, era estratto come premio una grande bandierina. Il vincitore della bandierina era proclamato nella trasmissione della settimana immediatamente successiva (così come venivano svelate le risposte esatte alle domande poste nella trasmissione della settimana precedente). Al termine, nella prima settimana di luglio (quando IBC ha celebrato il 39º anniversario dell'inizio delle trasmissioni avvenuto - appunto - il 3 luglio del 1979), era proclamato il vincitore del concorso (ovvero l'ascoltatore che ha risposto in maniera corretta a tutte le domande nel corso dei mesi di maggio e giugno) che ha ricevuto un premio finale consistente nella radio portatile multibanda XHDATA D-808.

### Chiusura temporanea (2019)
Dal 31 dicembre 2018 e per tutto il 2019 le trasmissioni di IBC sono state sospese per motivi economici ed organizzativi.

### Rinascita di IBC come rubrica in lingua italiana trasmessa da Shortwave RadioScorribande(2020-2022)
Il 31 gennaio 2020, è stato annunciato da Saverio Masetti in un post sulla sua pagina Facebook che IBC, torna in onda dal 15 febbraio successivo sulle frequenze in onde corte dell'operatore tedesco Shortwave Radio (all'interno della rubrica in lingua italiana dell'emittente Scorribande) nella quale tornano i principali conduttori della IBC esistita tra il 2016 e il 2018 (come Manlio Candelli, Gabriele Gaiardo IZ3GOM e lo stesso Saverio Masetti) che propongono rubriche dedicate al mondo della radio, dei BCL e dei radioamatori, oltre che a proporre repliche delle trasmissioni di IBC andate in onda dal 1979 al 2018.
Tra le rubriche di Scorribande ricordiamo: Panorama Onde Corte, che come accadeva dal 2016 al 2018 è condotto da Manlio Candelli avvalendosi della collaborazione del sito internet (ora non più attivo) dxfanzine.com Archiviato il 12 aprile 2021 in Internet Archive. per la citazione degli ascolti di varie emittenti in onde lunghe, medie e corte ricevute da vari DXer italiani ma che prevede occasionalmente anche uno spazio di approfondimento su una tematica del mondo delle telecomunicazioni o su una emittente che nasce o chiude i battenti sulle onde medie e/o corte; Radio Amateur News, il notiziario DX per i radioamatori realizzato in collaborazione con la sezione dell'ARI di Belluno, condotto in studio da Gabriele Gaiardo IZ3GOM (come è sempre accaduto anche tra il 2016 e il 2018 dapprima con la denominazione DX Italia DX News e poi rinominata 425 DX News) e, dal 25 marzo 2020 e per un breve periodo, solitamente con la partecipazione di suo figlio Emanuele per i saluti iniziali e finali della rubrica stessa; Media & Tech, rubrica dedicata al mondo dei media e della tecnologia condotto da Roberto Scaglione e prodotto dalla Siciliamedia Comunicazioni di Palermo. Inoltre inizialmente era presente occasionalmente anche uno spazio in cui Saverio Masetti citava i rapporti d'ascolto di Scorribande da parte degli ascoltatori (questo spazio, in seguito, non verrà mai più proposto per mancanza di tempo nella struttura di Scorribande, infatti alcuni dei commenti degli ascoltatori sono presenti sul sito web della trasmissione).
Per il mese di luglio 2020, le trasmissioni di Scorribande sono state sospese per la pausa estiva; le stesse sono poi tornate regolarmente in onda a partire dal successivo mese di agosto.
Dal 30 gennaio 2021 al 9 gennaio 2022, Radio Amateur News proponeva informazioni DX per i radioamatori tratte dal bollettino 425 DX News e dal sito internet ng3k.com (lette sempre da Gabriele Gaiardo), ma non più dalla sezione di Belluno dell'ARI (Associazione Radioamatori Italiani).
Nella trasmissione nº 69 di Scorribande, andata in onda per la prima volta il 3 luglio 2021 e in replica nei giorni immediatamente successivi, Saverio Masetti ha annunciato che in quella data (e nelle successive repliche) andrà in onda l'ultima puntata di Panorama Onde Corte (la nº 200, nella quale si parla di FM DX); Manlio Candelli, conduttore del programma in questione, ha annunciato che dalla trasmissione nº 70 di Scorribande (in onda dal 10 luglio successivo), il programma in questione cambierà veste, titolo e sigla ma sarà condotto sempre da lui. Il 10 luglio, sulla pagina Facebook di Scorribande, è stato reso noto il nuovo titolo del programma, che è Bande Rumorose. Il programma in questione (più completo rispetto al suo predecessore), che va in onda ogni settimana, si occupa di notizie sul mondo del radioascolto, di approfondimenti storici o tecnici (legati sempre al mondo della radio) e di segnalazioni di ascolti effettuati da vari appassionati italiani (in collaborazione con DX Fanzine). Dalla puntata nº 5 del programma (in onda dal 7 agosto) alla nº 31 (in onda dal 5 febbraio), è stata aggiunta una nuova rubrica, dal titolo Buon Compleanno, durante la quale venivano proposti degli annunci di identificazione di alcune emittenti (soprattutto dall'America Latina), il cui anniversario di fondazione ricade nella settimana in cui andava in onda Bande Rumorose sulle frequenze di Shortwave Gold.
Dall'estate 2021 fino all'inizio del 2022, all'interno di Scorribande venivano proposte ogni settimana repliche di alcune trasmissioni musicali andate in onda in passato su IBC - Italian Broadcasting Corporation, tra cui History Hit (programma musicale incentrato sui successi musicali di un determinato anno del trentennio 70 - 80 - 90, diverso per ogni puntata e condotto da Sara Stefanelli), e inizialmente anche My Chance On Air, condotto da Adriana Paratore e dedicato alla musica emergente.
Dal 15 gennaio 2022, il programma Radio Amateur News è stato momentaneamente sospeso in quanto Gabriele IZ3GOM, conduttore del programma in questione, si è preso un periodo di pausa per motivi personali. Pertanto ritorna, all'interno di Scorribande, per qualche settimana, la trasmissione Media & Tech, condotta da Roberto Scaglione, e viene abolito dopo qualche mese l'intermezzo musicale.

### Chiusura delle trasmissioni diScorribande(2022)
Nella puntata nº 99 di Scorribande, andata in onda il 29 e il 30 gennaio 2022, Saverio Masetti ha annunciato che, per una decisione presa da lui (insieme a Gabriele Gaiardo e Manlio Candelli) a causa di un forte calo di ascolti della trasmissione sulle onde corte (a fronte di una notevole crescita di ascolti per la versione in podcast disponibile sul sito internet di Scorribande), quella è stata la penultima puntata del programma in lingua italiana di Shortwave Radio (Shortwave Gold): infatti, Scorribande ha interrotto a tempo indeterminato le proprie trasmissioni con la puntata nº 100, che è andata in onda il 5 e il 6 febbraio 2022 sulle frequenze di Shortwave Gold; tale notizia è stata confermata il 5 febbraio in un post pubblicato sulla pagina Facebook di Scorribande. La scaletta dell'ultima puntata, per l'occasione, è stata parzialmente stravolta: essa inizia come di consueto con Bande Rumorose, a seguire viene riproposta una puntata commemorativa di IBC - Italian Broadcasting Corporation, già trasmessa a luglio dell'anno prima, per celebrare il 42º anniversario di quell'emittente ripercorrendo la sua storia.

## Schedula delle trasmissioni al momento della chiusura
Dal 1º dicembre 2021 al 6 febbraio 2022, durante il periodo B21, Scorribande (rubrica in lingua italiana dell'operatore tedesco Shortwave Radio (ridenominato in Shortwave Gold da agosto 2021) che ereditava gran parte delle produzioni della IBC esistita tra il 2016 e il 2018), veniva trasmesso più volte al giorno il sabato e la domenica per una durata di quasi 57 minuti.

## Rubriche trasmesse in lingua italiana

### ComeScorribande
- Panorama onde corte[7] (poi divenuto Bande Rumorose)
- Radio Amateur News
- Media & Tech
- Vintage Radio Show (replica rieditata)
- DX Flash
- La nostra amica radio (replica rieditata)
- La radiotelegrafia marittima (replica)
- My Chance On Air (replica)
- History Hit (replica)
- Jazz Records, il Jazz in vinile

### Come IBC
- Panorama onde corte[7]
- DX Italia DX News (poi diventato 425 DX News)
- Media & Tech
- La posta degli ascoltatori
- DX Flash
- La nostra amica radio
- Jazz Records, il Jazz in vinile
- Stelle & TV
- Momento amarcord, le trasmissioni riproposte erano le seguenti:
  - Fuori banda
  - Il DX dall'Italia
  - Programma DX
  - Appunti in antenna
- Due minuti un libro
- Scorribanda, la voce degli ascoltatori
- La storia delle telecomunicazioni
- Studio DX
- SETI@home
- History Hit
- Le antenne
- Il francobollo
- My Chance On Air
- Altrimondi, alla ricerca di una nuova terra
- La radiotelegrafia marittima
- I radioamatori
- Modi digitali
- Permettete mi presento
- Classifiche Top International
- Vintage Radio Show

## Rubriche trasmesse in lingua inglese su IBC
- DX Italia DX News poi diventato 425 DX News (versione inglese dell'omonima rubrica)
- Italian Shortwave Panorama (versione inglese di Panorama onde corte)
- Listener's Mailbox (versione inglese de La posta degli ascoltatori)
- Jordan's Corner of Radio

I conduttori delle rubriche in inglese di IBC erano gli stessi delle rispettive versioni italiane, cioè per 425 DX News il conduttore era Gabriele Gaiardo IZ3GOM, per Italian Shortwave Panorama il conduttore era Manlio Candelli, mentre per Listener's Mailbox il conduttore era Saverio Masetti. Il conduttore di Jordan's Corner of Radio era invece Jordan C. J. Heyburn.

### IBC Digital
Dal 2016 al 2018, negli ultimi 5 minuti di ogni trasmissione in inglese, andavano in onda trasmissioni in tecnica digitale con modulazione in MFSK-32 a 1500 Hz. Queste trasmissioni prendevano il nome di IBC Digital. La trasmissione normalmente consentiva la decodifica delle notizie per radioamatori in lingua inglese (DX Italia DX News, trasmissione che a novembre 2017 cambiò nome in 425 DX News) e spesso anche o soltanto di alcune immagini; a ridosso del cambio d'orario (da legale a solare o viceversa), o comunque in caso di cambi di frequenze e/o di orari delle trasmissioni nel corso del periodo di ora solare o legale, era possibile decodificare, sia in italiano che in inglese, la nuova schedula delle trasmissioni (nel caso in cui è ancora in vigore l'ora legale, era possibile decodificare la schedula delle trasmissioni in vigore nel prossimo periodo di ora solare, e viceversa). Nei primi tempi di vita della nuova IBC (2016) le trasmissioni in tecnologia digitale duravano 30 minuti e fino ad inizio 2017 erano anche in OLIVIA 16/500. Per la decodifica di IBC Digital era indicato l'uso del software FLdigi.

## Principali conduttori di IBC (poi Scorribande)
- Antonello Urbani IK0PHU
- Gabriele Gaiardo IZ3GOM
- Jordan C. J. Heyburn (non presente su Scorribande)
- Manlio Candelli
- Roberto Scaglione (deceduto nel 2022)
- Saverio Masetti (anche editore dell'emittente)